# فقط عاشق من باش
«فقط عاشق من باش» (انگلیسی: Love Me Right) ترانه‌ای از گروه پسرانه کره‌ای–چینی اکسو است که در ۳ ژوئن ۲۰۱۵ برای نسخه ری‌پکیج دومین آلبوم استودیویی گروه به نام فقط عاشق من باش منتشر شد. این ترانه به زبان‌های کره‌ای و چینی توسط اس‌ام انترتینمنت منتشر شد. نسخه ژاپنی این ترانه به نام «فقط عاشق من باش ~رمانتیک یونیورس~» به عنوان نخستین تک‌آهنگ ژاپنی اکسو توسط اوکس در ۴ نوامبر ۲۰۱۵ منتشر شد.

## جدول‌ها
| جدول (۲۰۱۵)                             | بهترین جایگاه |
| نسخه کره‌ای                              | نسخه کره‌ای    |
| --------------------------------------- | ------------- |
| کره جنوبی (گائون)                       | ۱             |
| ترانه‌های دیجیتال ایالات متحده (بیلبورد) | ۳             |
| ۱۰۰ آهنگ داغ بیلبورد ژاپن (بیلبورد)     | ۳۳            |
| نسخه ژاپنی                              |               |
| ژاپن (اوریکون)                          | ۱             |
| ۱۰۰ آهنگ داغ بیلبورد ژاپن (بیلبورد)     | ۱             |

| جدول (۲۰۱۵)       | بهترین جایگاه |
| ----------------- | ------------- |
| کره جنوبی (گائون) | ۴۰            |